# عادل خضور
عادل خضور ( يُلقب بأبو علي) (1961 -) هو مغني سوري.

## حياته
ولد في عام 1961 في اللاذقية في سوري مركز شهرته في المنطقة الوسطى والساحلية خصيصاً وعلى مستوى سوريا عامة، وهو عازف عود من المستوى الرفيع،

## مسيرته
بدأت مسيرته في مرحلة مبكرة في حياته، وصدر له أول كاسيت غنائي في 1985 وكان عمره أقل من 20 سنة. ومن أشهر حفلاته الغنائية حفلة أم الطيور القديمة على العود وجلسة صفا 1 وجلسة صفا 2 وحفلة (قرية الموعة) عام 1989. إن ما يتميز به أبو علي هو حسه العالي في الغناء والعناية في اختيار الكلمات وأغانيه التي في أغلبها تدل على الحزن والأسى والبعد والفراق والسفر والغربة وأغلب أغانيه هي من ألحانه، كما يتميز بنمط ولون معين في أدائه للعتاب ولقد حافظ على هذا النمط الذي ميزه عن غيره من المطربين الشعبيين، فاستحق بجدارة لقب مطرب سوريا الأول.

### تحولات الربيع العربي
في ربيع 2011 اعتزل الفنان عادل خضور عن الغناء وذلك بسبب الأحداث والظروف المأساوية التي تمر بها سوريا ليخرج بعد ذلك بمجموعة من الأغاني المستوحاة من الحرب الأهلية ومن تلك الأغاني، أغنية الشهيد وأغنية النمر ومنذ نهاية العام 2015 عاد أبو علي للغناء بمجموعة من الأغاني التي تدل على عذوبة صوته وجماله وتعلق جيل من الشباب الذي تربى وشب على صوته وفنه، ومن تلك الاغاني: حاكيني وعلى عيني والزنبقة ونسم ياهوى وآه ما أحلاك وآه لو ضمك على صدري ولو تعرفي يم القلب مالي ويا شويق مامك زعلان ومن أغانيه «العيون السواهي».